# AG-ON
AG-ON（エジオン）は、2012年4月1日から2017年12月28日までサービスをしていた文化放送運営のアニラジ（アニメ・ゲーム・声優関連）専門のインターネットオンデマンド配信サイト。

## 概要
オリジナルコンテンツのほか、超!A&G+で配信された番組やその関連番組、ラジオ大阪（1314 V-STATION）で放送された番組を、無料または有料で配信していた。視聴には会員登録が必要であった。
2017年12月28日をもって全サービスが終了した。当コンテンツに代わるサービスとして、文化放送によるオンデマンドサイト『AG-ON Premium』に引き継がれた（2024年3月31日をもって終了）。

## AG-ON Premiumのオリジナルコンテンツ
2017年2月21日のAG-ON Premiumのプレオープン時には、AG-ON Premiumのサービス内容や楽しみ方を紹介する二ノ宮市丸と明坂聡美がパーソナリティを務める番組『二ノ宮市丸と明坂聡美のえじぷれっ！ ～ AG-ON Premium Presents』や『和田昌之と長久友紀のWADAX Radio特別編「富野由悠季監督×片渕須直監督対談」』などのオリジナルコンテンツが配信されていた。
2017年3月17日、AG-ON Premiumの本サービス開始時には、『安済知佳 いちかばちか ゼロ回』『祁答院慎と行く○○』『西山宏太朗のたろゆめ！Premium』『和地ともうします。』『天津向presents新人声優四つどもえラジオ』の5本のオリジナルコンテンツが配信された。
2017年10月4日より超!A&G+で配信されていた『ヒャダインのわーきゃーいわれたい』がAG-ON Premiumに移籍し、生配信を行なっていた。
2017年5月31日より徳井青空がパーソナリティを務める株式会社マウスコンピューターのゲーミングPCを紹介し、ネットゲームに挑戦していく番組『今日から始めるネトゲのススメ』が始まる予定。

## 番組一覧

### 配信中の番組
※2017年5月31日までに全番組がAG-ON Premiumに移行した。

### 配信・更新が終了した番組
- まんけん!AG-ON
- 松尾まどかの読ミタガ〜ル
- 高橋実希の読ミタガ〜ル
- 三浦安紗子の読ミタガ〜ル
- 秋山美久理の読ミタガ〜ル
- 大村真璃佳の読ミタガ〜ル
- うるめいつ男子組
- アニラブ!ガチャガチャ
- ナス☆シスのいつでもエンジェル♩どこでもエンジェル
- アウトブレイク・カンパニー OBCラジオ
- ラジオ Tokyo Cheer2 Party
- 高本めぐみの音めぐり♪
- じゅうはちキン!-自由ではちゃめちゃRockin' Radio-
- アニ○ズのわいわいきゃいきゃい!
- 早見沙織のもっとふり〜すたいる♪
- 小見川千明のゆるっとふわっと
- 帝都華宵ラヂオ〜月夜ニ君ト〜
- 髭男爵山田ルイ53世のルネッサンスラジオ
- たまゆらじお〜もあぐれっしぶ〜
- 藤田咲のふじP!
- 聡美はっけん伝!外伝
- AG-ON研究所 プレミアム
- Berryz工房 嗣永桃子のぷりぷりプリンセス
- 野中藍・石川由依のラジオ Operating System
- 岩田光央・鈴村健一 スウィートイグニッション
- 松本梨香の笑う門にはリカ来たる
- プリンセスケッツの珍想中!
- 本気!アニラブ〜AG-ON プレミアム
- THE IDOLM@STER STATION!!+
- 前野智昭・増田俊樹のMission:WM
- MARGINAL#4 & LAGRANGE POINT Presents ピタゴラリミックス
- 秋奈とABIのアニメ舞台めぐり
- ヤマノススメ ラジオノススメ
- 新人声優読本(隔週更新)
- きり〜つ!れいっ!姫イド隊
- 羽多野渉・増田俊樹のR-chuuuns!
- 金田朋子・保村真のエアラジオ
- カスタマイZのハジメマシタ
- みなとそふとラジオ
- はりけ〜んず前田と上間江望の「がむちゃら!」
- 篠田みなみ・MICあすかのクリエイターズサロン!
- Newtype presents 金の卵
- 小野友樹と江口拓也のTeamゆーたくのアニつく!
- 儀武ゆう子"SUN"
- 小松未可子・西山宏太朗 Twilight 〜夕凪のレストラン〜

以下の番組は2017年より「AG-ON Premium」へ移行
- 本気!アニラブ〜AG-ON
- 和田昌之と長久友紀のWADAX Radio
- 村瀬くんと八代くん（仮）
- らじぽっ!
- アクターズゲート
- ラジオアニメージュ
- ラジオどっとあい
- MAN TWO MONTH RADIO
- 小澤亜李・長縄まりあのおざなり
- 逢坂市立花江学園〜Radio
- 高垣彩陽のあしたも晴レルヤ
- セハガールのハードなSEGA情報RADIO『セハラジ』
- 砂山・赤崎アワー えじまる増刊号
- 久保ユリカが1人しゃべりなんて胃が痛い。（AG-ON編）
- 能登麻美子 おはなしNOTE
- 井澤美香子・諏訪ななかのふわさた
- 内田真礼とおはなししません?
- RADIO of VERMILION〜マナタワー放送局〜
- 諏訪部順一・西田雅一の覚醒チューン!
- 阿部敦・植田佳奈のガンストうぇ〜ぶ!!
- NOW ON AIRのLOVE!おんえあ〜
- 超速電波ヴァルキリータ→ン